# Hout-Blerick
Hout-Blerick est un village situé dans la commune néerlandaise de Venlo, dans la province du Limbourg. Le 1er janvier 2009, le village comptait 1 930 habitants.